# Super-héros malgré lui
Pour les articles homonymes, voir Héros malgré lui.
Pour plus de détails, voir Fiche technique et Distribution.
Super-héros malgré lui est un film français coécrit, coproduit et réalisé par Philippe Lacheau, sorti en 2021.

## Synopsis
Cédric « Dindon » Dugimont (Philippe Lacheau) est un acteur malchanceux luttant pour se faire un nom après avoir fait la promotion de préservatifs de petite taille dans des publicités. Un jour, on lui propose le rôle principal dans un film de super-héros intitulé Badman après que le premier choix du réalisateur a été accidentellement tué en célébrant l'annonce initiale. Après des mois d'entraînement intense, Cédric commence le tournage avec l'acteur renommé Alain Belmont (Georges Corraface), qui joue le Clown, l'ennemi juré de Badman. Après le premier jour de tournage, Cédric est informé que son père, Michel (Jean-Hugues Anglade) chef de la police , s'est effondré soudainement. Toujours vêtu de son costume de Badman sous une veste, il prend la Badmobile et se précipite à l'hôpital, mais un explosif de décor défectueux dans le coffre lui fait traverser une banque. Cédric se réveille et souffre d'amnésie, mais en voyant les accessoires du film à l'intérieur de la voiture, il est convaincu qu'il est Badman et attaque deux policiers près du lac avant de disparaître.
Après avoir été recueilli par une famille qui l'héberge pour la nuit, Cédric active sa montre de décor, qui joue alors une scène préenregistrée où le Clown retient la femme et le fils de Badman en otage. Cédric croit que tout cela est réel. Il part et se rend au repaire du Clown à Vaucresson, qui est en réalité la maison de Belmont. Cédric fait de l'auto-stop avec Laure Laville, une journaliste, mais elle fait un détour pour couvrir un braquage de banque commis par Le Schizo et sa bande. Lorsqu'un braqueur de banque tente d'enlever Laure, Cédric entre en scène pour le confronter et parvient à le maîtriser avant de s'enfuir avec Laure. Après avoir abandonné Laure en étant poursuivi par Le Schizo et sa bande, il se faufile dans la maison de Belmont et tombe par hasard sur la fête d'anniversaire de Belmont ; de plus, il découvre que la femme et le fils de Badman sont en réalité ceux de Belmont. Cédric enlève le fils de Belmont et tente de se cacher dans une grange, mais il est assommé par Michel, qui le laisse s'échapper quand il découvre sa véritable identité.
La sœur de Cédric, Éléonore, et ses amis Adam et Seb viennent le chercher et le conduisent au studio, où ils essaient de lui faire retrouver sa mémoire. Juste au moment où Cédric se souvient de qui il est, Le Schizo apparaît et le confronte à propos du braquage raté. En utilisant son grappin, Cédric désarme Le Schizo, envoyant son arme chargée dans le studio voisin. Après un combat éprouvant, Cédric bat Le Schizo et le laisse aux mains de Michel et de la police pour l'arrestation.
Le lendemain, Cédric rend visite à Laure et découvre qu'elle est son ancienne petite amie, et ils renouent immédiatement le contact tandis que les informations rapportent que Tom Cruise a été accidentellement blessé aux fesses par une arme chargée pendant le tournage d'une suite de Mission: Impossible. Lors de la première mondiale de Badman, Cédric salue son père, qui a officiellement pris sa retraite de la police. Le film se termine par une scène de Badman où Badman bat le Clown et sauve sa femme et son fils.

## Fiche technique
Sauf indication contraire, les informations mentionnées dans cette section peuvent être confirmées par les bases de données cinématographiques IMDb et Unifrance,  présentes dans la section « Liens externes ».
- Titre original : Super-héros malgré lui
- Réalisation : Philippe Lacheau
- Scénario : Julien Arruti, Pierre Dudan, Philippe Lacheau et Pierre Lacheau
- Musique : Maxime Desprez et Michaël Tordjman
- Décors : Samuel Teisseire
- Costumes : Claire Lacaze
- Photographie : Vincent Richard
- Montage : Marc David
- Production : Julien Deris et David Gauquié
- Production déléguée : Pierre Dudan et Philippe Lacheau
- Sociétés de production : Cinéfrance ; BAF Prod, Studiocanal et TF1 Films Production (coproductions)
- Société de distribution : Studiocanal (France)
- Pays de production :  France
- Langue originale : français
- Format : couleur — 2,39:1
- Genres : comédie, super-héros
- Durée : 82 minutes
- Dates de sortie : 
  - France : 14 novembre 2021 (Sarrebourg, avant-première)[1],[2] ; 2 février 2022 (sortie nationale)
  - Belgique, Suisse romande : 2 février 2022

## Distribution
- Philippe Lacheau : Cédric « Dindon » Dugimont / Badman
- Élodie Fontan : Éléonore Dugimont, la sœur de Cédric
- Tarek Boudali : Adam
- Julien Arruti : Seb
- Jean-Hugues Anglade : Michel Dugimont, le père de Cédric et Éléonore
- Alice Dufour : Laure Laville, journaliste, l’ex-compagne de Cédric
- Valeria Cavalli : la mère de Seb, la compagne d'Adam
- Pascal Boisson : José
- Chantal Ladesou : Françoise Goldstein, la productrice
- Tony Saint Laurent : le réalisateur
- Georges Corraface : Alain Belmont / « le Clown »
- Amr Waked : Ivan Stona « le Schizo »
- Philippe Beglia : Raymond / Walter
- Vincent Desagnat : Norbert
- Brahim Bouhlel : Jimmy
- Régis Laspalès : Jean-Pierre
- Salomé Partouche : Cindy
- Clara Joly : Alice
- Dédeine Volk-Leonovitch : Monique
- Rayane Bensetti : Ludovic
- Jacky Nercessian : le directeur
- Gérard Chaillou : le cardinal
- Guillaume Briat : le moine
- Wahid Bouzidi : Mohamed, l'accessoiriste
- Michel Crémadès : le retraité
- Laurent Claret : Monsieur Covid
- Max Lobjois : le spectateur

## Production

### Tournage
Le tournage débute en août 2020. Il a lieu en Île-de-France, pendant 11 semaines. Il se déroule notamment à Rueil-Malmaison dans les Hauts-de-Seine ou encore à Gif-sur-Yvette et Mennecy dans l'Essonne,, ainsi qu'à la Cité Internationale Universitaire.
La scène où le héros rend visite à Laure Laville, la journaliste, est supposée se passer au 61 rue du Général De Gaulle au Chesnay-Rocquancourt, d'après la carte de visite qu'elle lui a remise.
Une des scènes du film s'est trouvée dans une situation complexe. Elle fait écho à une tragédie intervenue sur le tournage de Rust avec l'acteur américain Alec Baldwin. Si dans un premier temps l'équipe du film a pensé retirer ladite scène, les consultations opérées lors des avant-premières l'ont convaincue de la garder. L'acteur et réalisateur a confirmé ces interrogations dans divers médias.

## Accueil

### Critique
Lors de sa sortie en salle, l'accueil réservé au long-métrage, par les critiques presse, est mitigé et parfois même contrasté, allant d'un film « très rigolo (...) remède contre la morosité » pour Le Parisien à une comédie « paresseuse de quiproquos, égocentrique » pour L'Obs. Sur le site Allociné, le consortium de presse (17 titres) donne une moyenne de 2,8/5 ; les spectateurs et spectatrices une moyenne de 3,3/5 pour 1 602 notes et 308 critiques.

### Box-office
Le premier jour de sa sortie en salle, le film réalise 142 435 entrées pour 688 copies, dont 102 364 en avant-première, ce qui en fait le meilleur démarrage pour ce début d'année 2022 et le second meilleur dans la carrière de réalisateur de Philippe Lacheau après Alibi.com (182 009 en 2017). Après son premier week-end d'exploitation, soit cinq jours depuis sa sortie nationale, le film a réalisé 476 908 entrées. S'il confirme sa place de meilleur démarrage de ce début d'année, le film fait toutefois moins que les précédents Nicky Larson (630 013) et Alibi.com (1,1 million).
Au bout d'une semaine d'exploitation, la comédie confirme sa position de numéro 1 du box-office français avec 576 138 entrées,. La seconde semaine d'exploitation du long-métrage engrange 482 265 entrées, lui permettant de franchir la barre symbolique du million d'entrée (1 058 403), tout en restant en première position d'exploitation du box-office français devant Mort sur le Nil (336 133) et Vaillante (323 764). Pour sa troisième semaine, le film atteint les 1 386 349 entrées, soit 327 946 entrées de plus. Pour la première fois, le film chute de sa place de numéro 1 pour arriver en troisième position derrière Maison de retraite et devant Vaillante. Avec 168 679 entrées supplémentaires, le film atteint les 1 555 058 entrées cumulées pour sa quatrième semaine d'exploitation au box-office français. Il est devancé par Maigret (260 011) et précède Vaillante (154 723). Pour sa 5e semaine d'exploitation, Super-héros malgré lui perd une place supplémentaire avec 102 549 entrées supplémentaires. Il suit toujours Maigret (129 947) et précède Vaillante (83 214). Au bout d'une 6e semaine d'exploitation, la comédie de Philippe Lacheau réalise 61 104 entrées supplémentaires pour un total de 1 718 681. Le film est derrière le drame policier Maigret (82 613) et devant le film d'aventure familial Le chêne (58 021).
| Pays ou région | Box-office        | Date d'arrêt du box-office | Nombre de semaines |
| -------------- | ----------------- | -------------------------- | ------------------ |
| France         | 1 835 528 entrées | 27 avril 2022              | 12                 |
| Total mondial  | 14 770 359 $      | -                          | -                  |

## Analyse